# Эскива IV де Шабанэ
Эскива IV де Шабанэ (фр. Eschivat IV de Chabanais; ум. 1283) — граф Бигора с 1255 года, граф Арманьяка и Фрезансака в 1255—1256 годах (по правам жены).
Сын Журдена Эскива III, сеньора де Шабанэ, и Аликс де Монфор, графини Бигора.
В 1255 году наследовал матери. По другим данным, вместе с ней получил графство Бигор в 1251 году после смерти своей бабки графини Петронеллы де Комменж, и был вынужден долго бороться с Симоном де Монфором, которому Петронелла доверила управление своими владениями перед уходом в монастырь в 1247 году. В 1254 году принёс оммаж английскому королю Эдуарду.
В 1255 году Эскива IV женился на Маскарозе II, графине Арманьяка и Фрезансака. На эти графства претендовал Жеро, виконт Фезансагэ, и когда через год Маскароза II умерла, спор решился в его пользу.
Придя к власти в Бигоре, Эскива IV захватил Нижний Бигор и виконтство Марсан — владения своей тётки Маты — жены виконта Беарна Гастона VII. Гастон VII вторгся в Бигор, и его удалось изгнать только при помощи английского принца Эдуарда и графа Роже IV де Фуа, причём захваченные территории пришлось вернуть.
Эскива IV умер в конце августа 1283 года в Наварре, куда прибыл по приглашению Филиппа Красивого и его жены королевы Иоанны.
Он был женат дважды: на Маскарозе д’Арманьяк (1255) и Инес де Фуа, дочери графа Роже IV (1256), но детей не оставил.
После его смерти власть в Бигоре оспаривали муж его тётки Маты виконт Беарна Гастон VII и сестра — Лаура (которой Эскива IV за несколько дней до смерти завещал все свои владения).